# Leontief-Preis
Der Leontief-Preis (englisch: Leontief Prize) ist ein Wissenschaftspreis in Wirtschaftswissenschaften. Die Auszeichnung ist dem russischen Wirtschafts-Nobelpreisträger Wassily Leontief gewidmet und wurde vom an der Tufts University ansässigen Global Development and Environment Institute zwischen 2000 und 2018 mit zwei Ausnahmen jährlich vergeben. Mit dem Preis sollen gemäß Stiftungsstatut außergewöhnliche Beiträge zur Wirtschaftswissenschaft ausgezeichnet werden, die sich mit tatsächlichen Gegebenheiten befassen sowie eine gerechte und nachhaltige Gesellschaft fördern.
Auch die International Input-Output Association IIOA vergibt einen Leontief Memorial Prize.

## Preisträger
- 2000: Amartya Sen und John Kenneth Galbraith
- 2001: Herman Daly und Paul Streeten
- 2002: Alice Amsden und Dani Rodrik
- 2004: Robert Frank und Nancy Folbre
- 2005: Chang Ha-joon und Richard R. Nelson
- 2006: Juliet Schor und Samuel Bowles
- 2007: Stephen DeCanio und Jomo Kwame Sundaram
- 2008: José Antonio Ocampo und Robert Wade
- 2010: Bina Agarwal und Daniel Kahneman
- 2011: Nicholas Stern und Martin Weitzman
- 2012: Michael Lipton und Peter Timmer
- 2013: Albert O. Hirschman und Frances Stewart
- 2014: Angus Deaton und James K. Galbraith
- 2015: Duncan Foley und Lance Taylor
- 2016: Amit Bhaduri und Diane Elson
- 2017: James Boyce und Joan Martínez Alier
- 2018: Mariana Mazzucato und Branko Milanović